# Angel Museum
Das Angel Museum (engl. „Engelmuseum“) in Beloit, Wisconsin hatte laut eigenen Angaben mehr als 6000 Engelfiguren neben 6000 weiteren im Wohnhaus der Kuratorin Joyce Berg.

## Geschichte
Die Geschichte des Museums geht auf das Jahr 1995 zurück, als die Kuratorin Joyce Berg keinen Platz für weitere Engel in ihrem Wohnhaus fand und daher nach einem neuen Ausstellungsgebäude suchte. Zur gleichen Zeit war der Abriss der Catholic Church of St. Paul in Beloit geplant, um Platz für Neubauten zu schaffen. Joyce Berg konnte mithilfe hunderter lokaler Unterstützer die Kirche in ein Museum umwandeln, die Kirche wurde laut Joyce Berg also durch die Engel gerettet. Das Museum wurde am 1. Mai 1998 eröffnet und 2018 geschlossen.

## Das Museum
Das Museum hatte seinen Platz in der ehemaligen St. Paul’s Catholic Church, für die die Stadtverwaltung eine jährliche Miete von 1 $ kassiert. Das Gebäude beeindruckt durch bemerkenswerte Glasfenster und zwei Betonengel vor der Eingangstür mit jeweils 45 kg Gewicht. Es handelte sich wohl um die größte Privatsammlung von Engelsfiguren: Die Sammlung wurde 2001 im Guinness-Buch der Rekorde aufgeführt und hatte im Juli 2006 13.406 Ausstellungsstücke. Die Kuratorin trägt bei besonderen Anlässen gelegentlich ein Engelskostüm einschließlich Heiligenschein und Flügeln.
Das Museum ist auch für die Black Angel Collection bekannt. Dabei handelt es sich um mehr als 1000 Engel, die von Oprah Winfrey gestiftet wurden, nachdem sie 1998 in ihrer Fernsehsendung gefragt hatte, warum es keine Engel mit dunkler Hautfarbe gäbe. Kurz danach bekam sie Engelsfiguren aus allen Landesteilen zugeschickt, die sie schließlich dem Angel Museum gestiftet hat. Es gibt auch andere Stifter: Im Jahr 2006 gab es mehr als 1000 Schenkungen, manche sogar in Form eines Denkmals. Die Engel stammen aus mehr als 60 Ländern. Sie sind teilweise winzig klein und manchmal mehr als überlebensgroß. Außer aus Porzellan, Glas, Kupfer und Acryl sind einige Engel aus Schaffellen, Maiskolben, Baumwurzeln und sogar aus Spaghetti hergestellt.